# Роберт II де Ламарк
Роберт II де Ламарк (фр. Robert II de La Marck; ок. 1468 — ноябрь 1536, Седанский замок), по прозвищу Большой Арденнский вепрь (le grand sanglier des Ardennes), герцог Буйонский, сеньор Седана, Флёранжа, Дена, Жамеца и Сольси — французский военачальник, участник Итальянских войн.

## Биография
Старший сын Роберта I де Ламарка, герцога Буйонского, и Жанны де Марле, брат Эрара де Ламарка, кардинала Буйонского.
Служил Людовику XII и Франциску I; во главе «чёрных знамён» (Bandes Noires) сражался 6 июня 1513 в битве при Новаре. Узнав, что его старшие сыновья Флёранж и Жамец остались раненые во рву в окружении врагов, прорвался со своей ротой тяжеловооружённых всадников сквозь порядки победителей, и сумел спасти обоих.
Уступив настояниям своего брата, князя-епископа Льежского, в 1518 году перешёл на сторону Карла Австрийского, короля Испании, вскоре ставшего императором. 14 февраля 1521 вернулся к королю Франциску, дав торжественную клятву служить ему против любых врагов.
Во исполнение обещания объявил Карлу V войну со всеми положенными формальностями, направив для этого герольда на Вормсский рейхстаг, а затем вторгся в Люксембург. Сложные обстоятельства, в которых находился король Франции, вынудили его публично дезавуировать поступок Ламарка и отозвать войска, направленные ему на помощь. Покинутый собственными частями, герцог потерпел полное поражение. Все его владения, за исключением Седана, были захвачены имперцами. От окончательной потери родовой собственности его спасла война, начавшаяся между Франциском и Карлом. По условиям Мадридского мира 14 января 1526 герцогу были возвращены его земли.
Роберт II де Ламарк умер в Седане в конце ноября 1536.
Этот «вспыльчивый и отважный, и столь же жестокий человек» получил своё прозвище, по мнению Брантома, из-за многочисленных насилий, совершённых им на землях императора и своих соседей, «подобно вепрю, который губит пшеницу и виноградники простого доброго люда». Особенную известность получил его странный и вызывающий девиз: Si Dieu ne me veut aider, le diable ne me saurait manquer («Если Бог не захочет помочь, то будет довольно и дьявола»).
По словам Брантома:

Он принял в качестве девиза или покровительницы Святую Маргариту, которую изобразили с драконом у ног, представляющим того, кто хочет её пожрать в её темнице; и этот дракон представлял дьявола. И, ставя две свечи этой святой, он одну посвящал ей, а другую «господину дьяволу», со словами: «Если Бог не захочет помочь, то будет довольно и дьявола».— baron de Reiffenberg. Histoire de l'ordre de la toison d'or, p. 354

## Семья
Жена (25.12.1490): Екатерина де Крой (ум. 12.1544), дочь Филиппа де Кроя, графа де Шиме, и графини Вальбурги фон Мёрс
Дети:
- Роберт III де Ламарк (1492/1493—21.12.1536), герцог Буйонский, маршал Франции. Жена (1.04.1510): Вильгельмина фон Саарбрюккен-Коммерси (ок. 1490—1571), графиня де Брен, дочь Роберта II фон Саарбрюккен-Коммерси, графа де Руси и де Брен, и Марии д’Амбуаз
- Гийом де Ламарк (ум. 1529), сеньор де Жамец. Жена: Мадлен д’Азе, дочь Франсуа д’Азе
- Жан де Ламарк (ум. 30.06.1560), сеньор де Сольси и Жамец, капитан 50 копий. Жена (ок. 1520): Элен де Биссипат
- Антуан де Ламарк (ум. 1.08.1528), аббат Больё в Аргонне
- Филипп де Ламарк (ум. после 21.07.1545), каноник в Льеже и Маастрихте
- Жак де Ламарк, мальтийский рыцарь
- Филиппина де Ламарк (ум. 1537). Муж (1521): Рейнольдс III ван Бредероде (1492—1556), бургграф Утрехта
- Жаклин де Ламарк, монахиня